# Orsodacne lineola
Orsodacne lineola is een keversoort uit de familie schijnhaantjes (Orsodacnidae). De wetenschappelijke naam van de soort werd in 1795 gepubliceerd door Georg Wolfgang Franz Panzer.